# Аустроугарско освајање Босне и Херцеговине
Аустроугарско освајање Босне и Херцеговине је извршено у раздобљу од 29. јула до 20. октобра 1878. године, на основу одлуке Берлинског конгреса. Током војних дејстава, аустроугарске снаге су у појединим областима Босне и Херцеговине наишле на отпор локалних јединица, састављених првенствено од муслиманских војника, који су се противили аустроугарском запоседању земље. Услед војне надмоћности аустроугарских снага, отпор је домаћих снага је био савладан, након чега је аустроугарска војска запосела целокупну територију која је према одредбама Берлинског уговара била додељена на управу Аустроугарској монархији.

## Увод
После Свиштовског мира 1791., аустријска политика се поново оријентисала на освајачке планове према Турској - у првом плану према балканским земљама под турском влашћу. Изгубљени ратови у Италији и Пруско-аустријски рат, и стварање Немачког царства под вођством Пруске у другој половини 19. века, умањили су значај Аустро-Угарске као велике силе у Европи. Аустро-Угарској није одговарао Санстефански мир, по којем би од пропасти Турске Царевине највише користи извукла Русија. Зато је она поново истакла захтев за поседање суседне турске покрајине Босне и Херцеговине, на шта је Русија била пристала конвенцијом од 15. јануара 1877. На то су је усмеравали и други разлози: страховање од националних покрета народа на њеним јужним и источним границама, српске претензије на Босну због чега је вођен рат са Турском 1876-1878., устанци у Босни и Херцеговини који су све више добијали национални карактер и могли непосредно утицати на расположење јужнословенских поданика Аустро-Угарске, и захтев босанских устаника 1876. за уједињење са Србијом. Аустро-Угарска је била одлучно против стварања јаке српске националне државе на својим јужним границама, јер је она могла постати ослонац ослободилачкој борби за све Јужне Словене на њеној територији. Зато је одлучно тражила ревизију Санстефанског уговора у чему су је подржале Велика Британија и Немачка. Да би избегла нови сукоб, Русија се сложила са одржавањем Берлинског конгреса (13. јуна-13. јула 1878), који је мандат за окупацију Босне и Херцеговине поверио аустроугарској влади, под изговором да реши супротности које су довеле до устанка. Номинално, обе покрајине остале су под сувереном влашћу Султана.

## Супротстављене снаге
Рачунајући да ће разним обећањима ослабити отпор народа, аустроугарски Генералштаб употребио је у почетку окупације мање снаге: 13. армијски корпус (3 дивизије) распоређен у Хрватској и Славонији (за окупацију Босне) и 18. пешадијску дивизију из Далмације (за окупацију Херцеговине). Накнадно (5. августа) мобилисане су још 4 дивизије (3 за Босну и 1 за Херцеговину), укупно 56 батаљона пешадије, 14 ескадрона коњице и 112 топова (око 82.000 људи са граничним посадама). Целокупним снагама командовао је генерал Јосип Филиповић, који је 6. јула 1878. започео наступање у 4 правца:
- Средња колона (1 и по дивизија) - од Славонског Брода долином реке Босне.
- Десно крило (1 дивизија) - од Градишке према Бања Луци, Јајцу, Травнику и Сарајеву.
- Лево крило (1 бригада) - од Шамца према Зворнику.
- Јужна колона (1 дивизија) - од Имотског према Мостару.

Вест о окупацији Босне и Херцеговине изазвала је устанак муслиманског становништва које је захтевало аутономију предвиђену поништеним Санстефанским уговором. Пошто су Порта и део босанских феудалаца без отпора примили одлуку о окупацији, незадовољство народа још више се повећало. У Сарајеву су избили први сукоби између присталица отпора окупацији (које је предводио Хафиз Хаџи-Лојо) и органа централне турске власти. Сукоби се проширују на Травник, Требиње, Мостар и Ливно, у којима су устаници преузели власт и утицали на већину муслиманског становништва да им се придружи. Њима су пришле и неке јединице турске редовне војске. 28. јула 1878. истакнути противници окупације образовали су владу у Сарајеву, која је преузела власт у Босни и Херцеговини, и:
- позвала народ на устанак против окупатора,
- прогласила мобилизацију свих способних муслимана од 15 до 70 година, и
- упутила позив хришћанима да им се прикључе.

За главног команданта устаничких снага, које су у току борбе нарасле на око 14.000 војника и 80.000 добровољаца са 75 топова, постављен је Смаил-бег Селмановић Таслиџак, али јединственог плана за организацију одбране није било.

## Операције

### Централна Босна
Аустроугарске трупе су 29. јула прешле без отпора Саву и Уну. Устаничке снаге (око 500 људи) напале су и разбиле 3. августа 1878. код Маглаја део снага из средње колоне, али је сутрадан око 700-800 устаника потучено и повукло се у Жепче, где је 7. августа 1878. разбијено око 6.000 устаника са 4 топа. Устаници су се повукли у Зеницу, у коју су 12. августа ушле снаге окупатора. После бојева код Маглаја и Жепча, аустроугарски Генералштаб упутио је у Босну нова појачања (две дивизије). Међутим, и поред велике надмоћи, окупаторове колоне су на комуникацијама трпеле губитке од бочних напада устаника, и биле су принуђене да остављају посаде у заузетим местима.

### Западна Босна
За то време, десна колона је 4. августа заузела Бања Луку и у боју код Јајца 7. августа разбила 5-6.000 устаника, изгубивши 200 људи. 11. августа освојен је Травник. У западној Босни, око 2.000 устаника напало је 14. августа Бања Луку, где се аустроугарски посадни батаљон једва одржао до доласка појачања.

### Источна Босна
Истовремено, 9-10. августа лева колона потучена је код Тузле од 6.000 устаника изгубивши 400 људи, и натерана на повлачење ка Добоју 11-15. августа.

### Херцеговина
Јужна колона је 5. августа потукла устанике код Читлука и заузела Мостар, док су устаници 13-21. августа безуспешно опседали аустроугарске снаге у Стоцу.

### Пад Сарајева
Генерал Филиповић задржао је 2 дивизије код Добоја и на путу Бања Лука - Травник, а са остатком снага (око 13.000 људи и 52 топа) 19. августа напао Сарајево, које је бранило око 5.000-6.000 устаника под командом Мухамеда Хаџијамаковића са 20 топова, распоређених по околним брдима, у тврђави и већим зградама у граду. У оштрим једнодневним борбама окупатори су заузели Сарајево, изгубивши око 400 људи, док су се устаници делом разишли, или повукли према Романији.

### Пад источне Босне
Због неуспеха леве колоне код Тузле, устанка у Босанској Крајини и страха од прилива албанских добровољаца, аустроугарска команда мобилисала је 21. августа још 3 корпуса (150.000 људи и 300 топова). Надмоћност окупатора изазвала је колебање устаника, па су аустроугарске трупе у источној Босни наишле на отпор само код Брчког (12-17. септембра), док су Бијељина, Зворник и Вишеград пали без борбе.

### Босанска Крајина
У међувремену, јужна колона је уз слабији отпор заузела Невесиње, Гацко, Билећу и Требиње. Утврђење Клобук пало је 28. септембра после неколико дана бомбардовања. Снажан отпор пружали су још устаници у Босанској Крајини: у опсади Кључа (24. августа-8. септембра) који је бранило 1.500 устаника, погинуло је око 300 окупаторских војника. У боју 18-19. септембра освојен је Бихаћ који је бранило 8.000-9.000 устаника, а Ливно са 5.000 устаника пало је 28. септембра.

## Последице
Мањи местимични окршаји настављени су до 20. октобра, али су устаници после 3 месеца отпора савладани. Окупационе власти завеле су преке судове и мере пацификације, а устаничке вође осуђене су на смрт.
Аустроугарске акције имале су снажног одјека у Краљевини Србији. Српски државник, дипломата и академик Стојан Новаковић записао је:
| „ | Први утисак тога догађаја [аустроугарска анексија Босне и Херцеговине] на балканске народе у томе је што је он убио у њих сваку веру у правилност европских великих сила и у снагу међународних уговора и одредаба. Кад смо се год ми на Балкану макли да штогод урадимо за природна права своје народности, за свој опстанак, против очите или крваве неправде, дизала се на нас вика с опоменама да кваримо ред, да треба да сачекамо интервенцију Европе, да ваља да смо покорни међународном уговорном праву, да ће се по стрпљењу, по умерености, покорности вољи Европе ценити наша зрелост и по томе нам одређивати награда или призрење. Ми зрелији и образованији седели смо учећи народ ту европску мудрост. На једанпут је најновијим аустроугарским поступком, самовласности у сваком погледу све то збрисан. | ” |

## У књижевности
Аустро-Угарска окупација Босне и Херцеговине један је од кључних догађаја у роману На Дрини ћуприја, Ива Андрића из 1945. Такође је и лајт-мотив у приповеткама Петра Кочића.